# Eisschnelllaufbahn Zakopane

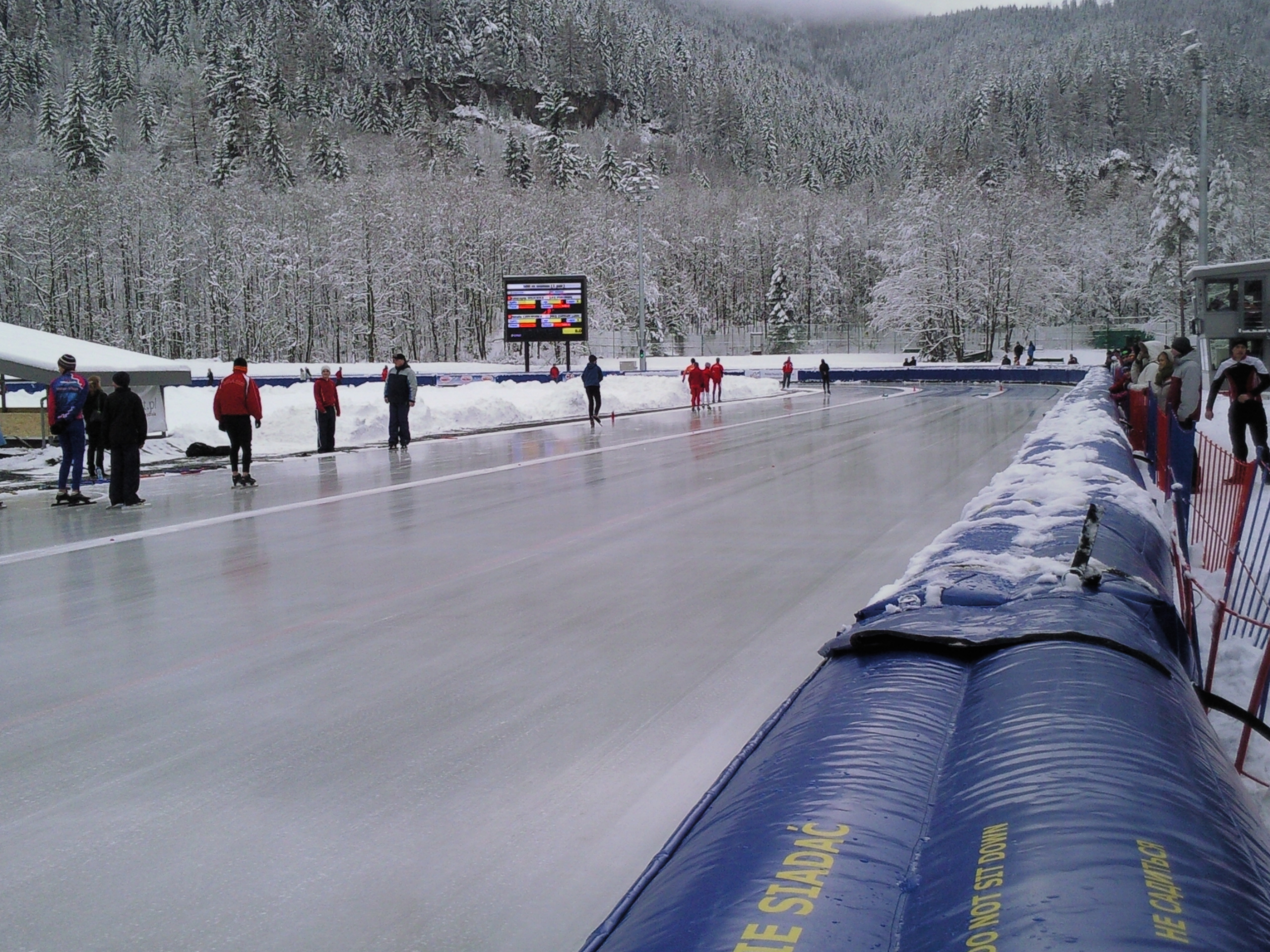
Im Winter

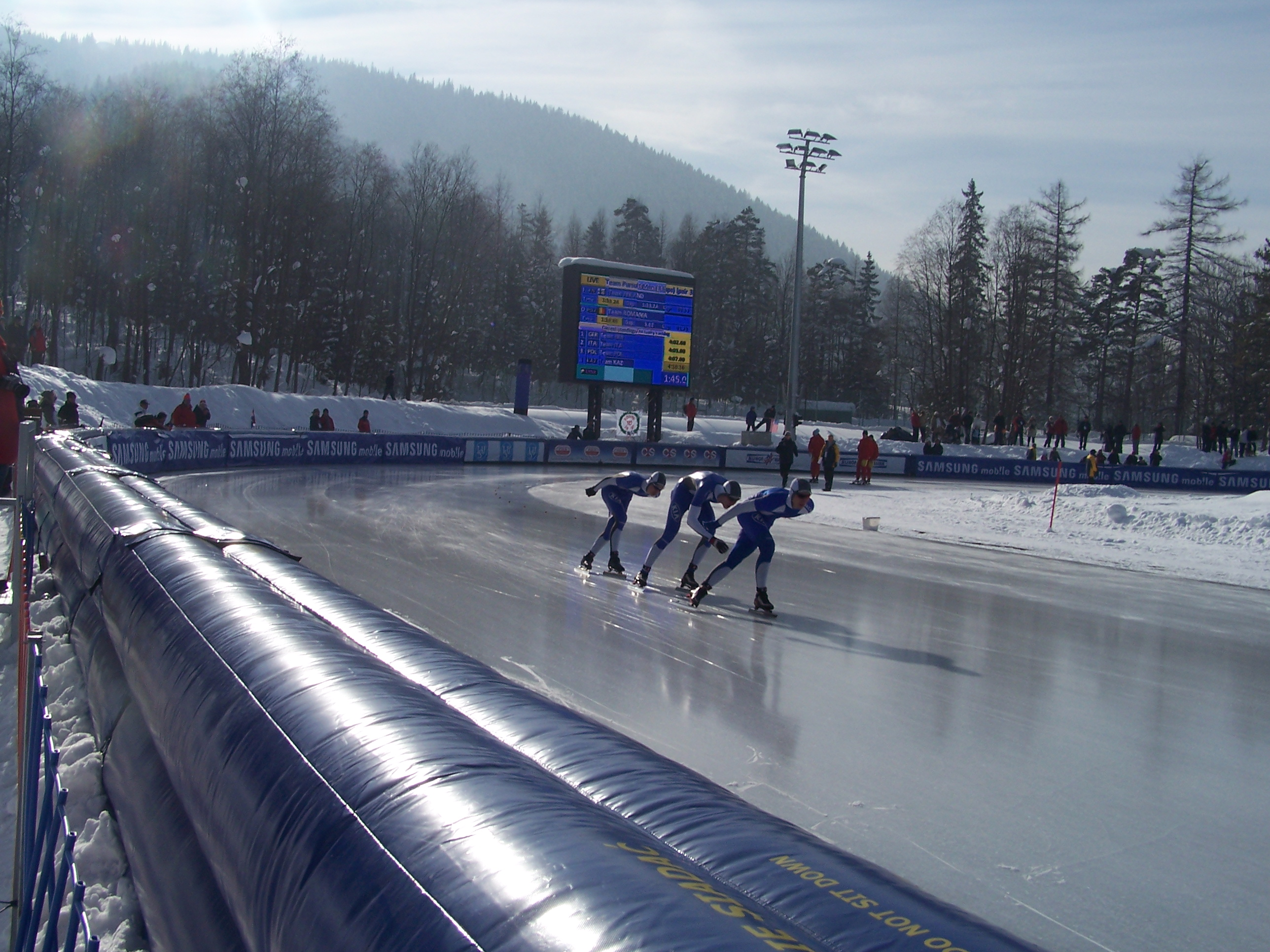
Eisschnellläufer

Die Eisschnelllaufbahn COS Zakopane (polnisch: Centralny Ośrodka Sportu – COS) ist eine Laufbahn, die zum Eisschnelllauf dient und sich im polnischen Zakopane auf einer Höhe von 932 Metern befindet, womit es die höchstgelegene Laufbahn in Polen ist. Das Objekt wird von dem Zentralen Sportzentrum verwaltet. Es wird auch von den lokalen Sportvereinen SN PTT Zakopane, AZS Zakopane und ZSMS Zakopane genutzt.

## Geschichte
Der Bau des Objekts begann Mitte der 1950er Jahre und es wurde 1956 fertig gestellt. Die Laufbahn kann künstlich gekühlt werden. Auf dem Objekt wurden nationale und internationale Wettbewerbe ausgetragen.

## Parameter
Die Maße der Laufbahn sind:
- Länge: 400 m,
- Breite: 13 m,
- Schutzwall: 600 m,
- Beleuchtung: 10 Masten mit 1200 Lux.

Neben der Laufbahn befindet sich Umkleidekabinen sowie Restaurants und Cafés.

## Links
Koordinaten: 49° 16′ 55″ N, 19° 58′ 23″ O